# Vardzia

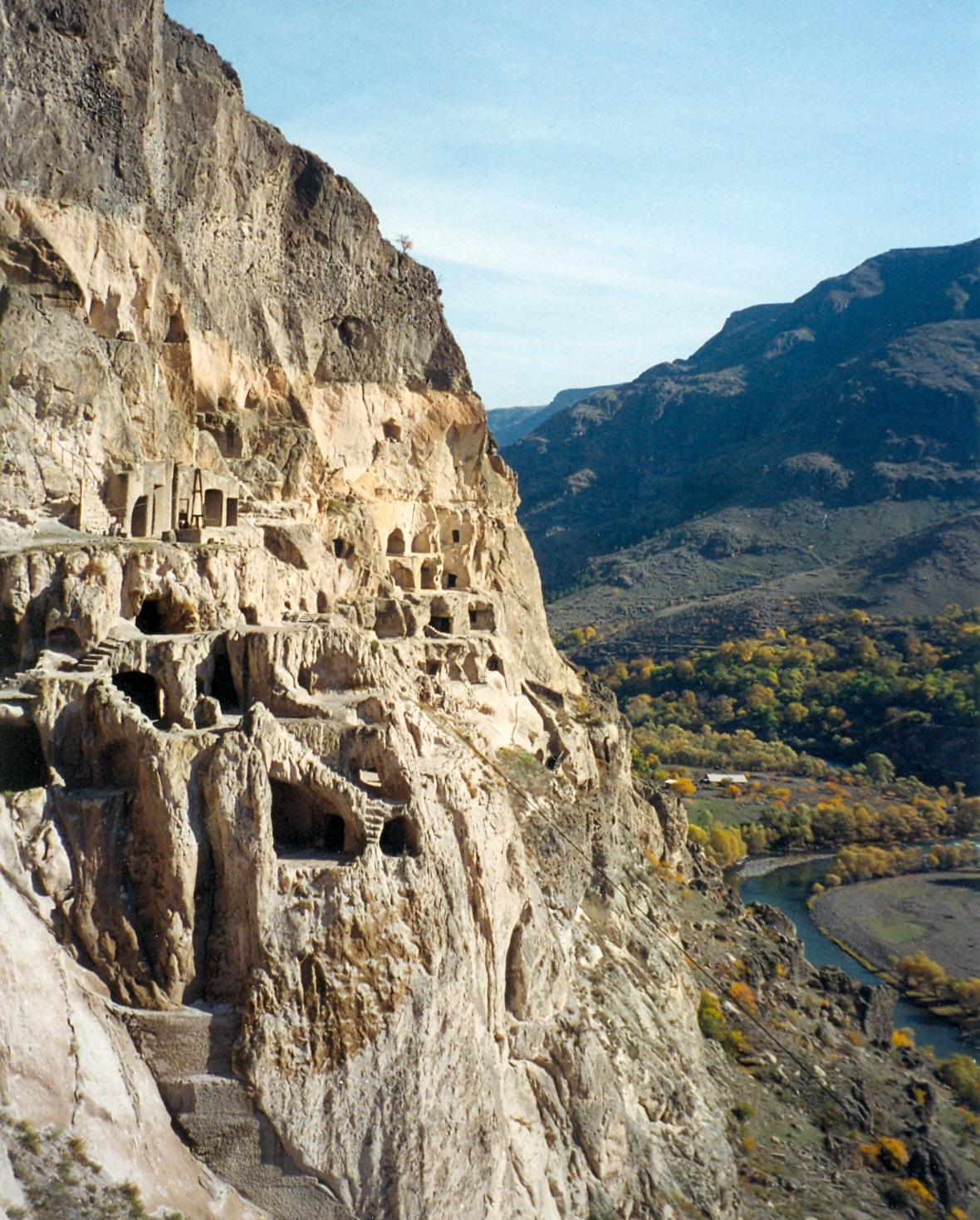
Vardzia.

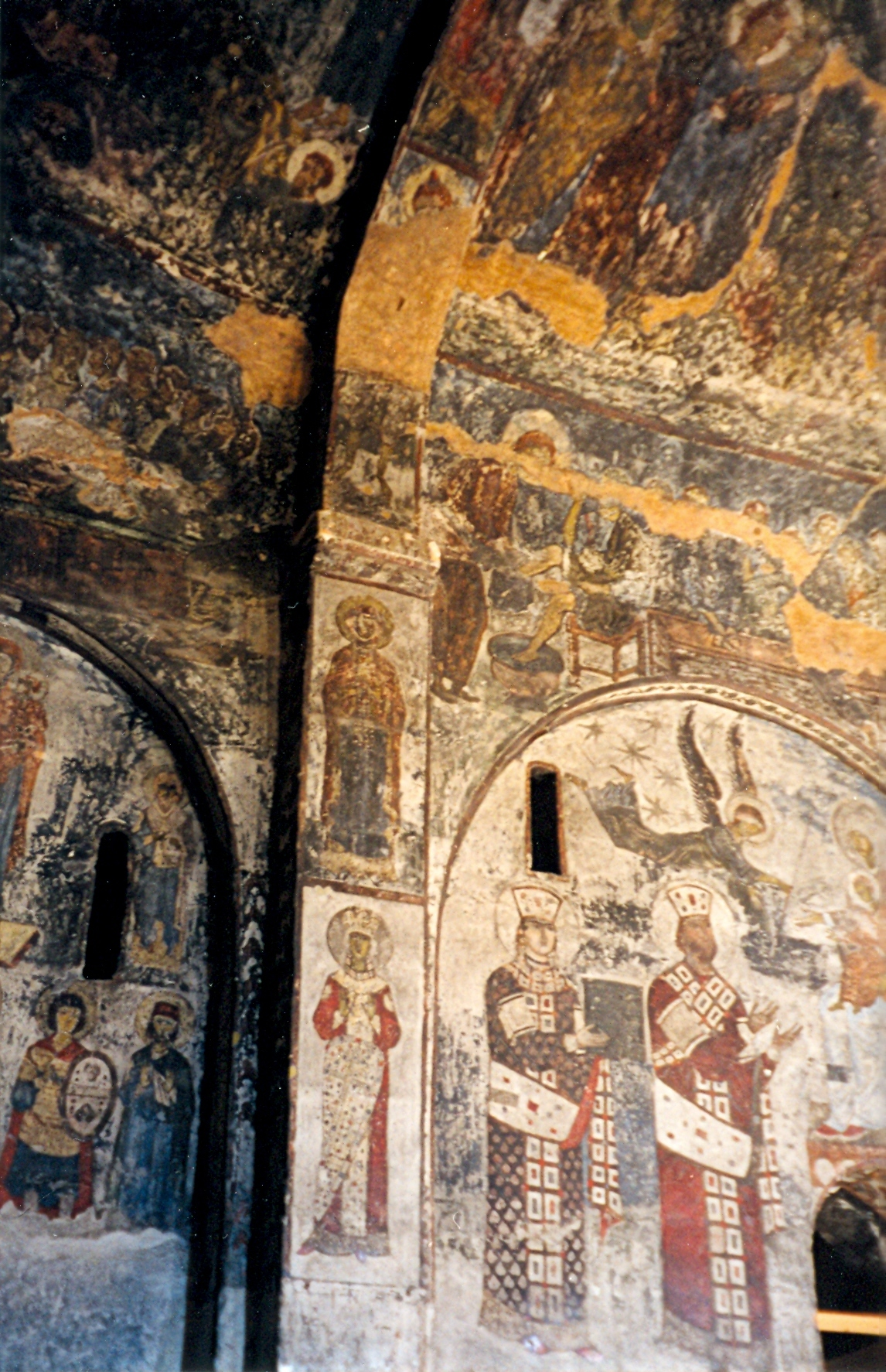
Pinturas no mosteiro.

A cidade rupestre de Vardzia (em georgiano: ვარძია) é um mosteiro de cavernas cavadas nas rochas do Monte Erusheli no sul da Geórgia próximo da cidade de Aspindza na margem esquerda do rio Kura (em georgiano: მტკვარი - Mtkvari). Foi fundado pela Rainha Tamara em 1185.
Os persas comandados pelo Xá Tamaspe I invadiram o mosteiro em 1551, capturando todos os ícones importantes e acabando efetivamente com a vida do mosteiro.
O mosteiro de Vardzia junto com a Fortaleza de Khertvisi estão listados na lista de lugares propostos a serem Patrimônio Mundial da UNESCO .